# Гробман, Давид Матвеевич
Давид Матвеевич Гробман (16 ноября 1922, Москва, СССР — 31 марта 2007, Пало-Алто, США) — советский математик, доктор физико-математических наук (1966). Профессор (1982). Внес существенный вклад в развитие теории дифференциальных уравнений и её приложений к анализу устойчивости динамических систем (теорема Гробмана-Хартмана). Принадлежит к первому поколению советских программистов. Был ведущим разработчиком программного обеспечения ЭВМ М-2 и М-5. Один из создателей отечественной школы моделирования, синтеза и анализа тестов цифровых устройств. Разработал ряд оригинальных методов в этой области. Был руководителем и ведущим разработчиком автоматизированных программных комплексов моделирования, синтеза и анализа тестов, используемых в ИНЭУМ при отладке блоков элементов ЭВМ М-5, ЭВМ серии АСВТ-М, различных моделей СМ ЭВМ, а также в других организациях. Опубликовал 80 научных работ, в том числе 10 в ДАН СССР. Награждён орденом Отечественной войны II степени.

## Биография
Д. М. Гробман родился 16 ноября 1922 в Москве. Отец — Гробман Матвей Самойлович 1892—1939) работал главным бухгалтером машинопрокатной станции треста «Союзэкскавация» в Москве. Был арестован в январе 1937 года; реабилитирован в октябре 1956 года. Мать — Ольга Яковлевна Гробман (в девичестве Элька Яновна Барер, 1900—1983). Окончила прогимназию, подрабатывала уроками, затем работала счетоводом в машинопрокатной станции треста «Союзэкскавация». И мать и отец родились и выросли в городке Гайсин (Украина). Спасаясь от погромов (1919 года), бежали в Москву.
После окончания с отличием (золотая медаль введена в 1945 году) средней школы в 1940 году Д. М. Гробман был призван в ряды Красной Армии (май 1941 года). Участник боев на Ленинградском фронте в качестве стрелка: в январе 1942 года — тяжелое ранение, обморожение ног, ампутация пальцев одной ступни. После этого служил связистом.
Участвовал в освобождении Румынии, Венгрии, Чехословакии (сентябрь 1944 — октябрь 1945). Демобилизован в октябре 1945.
Учился на Механико-Математическом факультете МГУ (1945—1950); закончил с красным дипломом. Его дипломная работа «Характеристические показатели систем близких к линейным» получила премию на конкурсе студенческих работ и сразу приобрела известность среди специалистов по дифференциальным уравнениям.
С 1950 по 1956 год учитель математики в средней школе (никуда больше не брали, как еврея и сына врага народа)
Начиная с 1950 года публикуется в ДАН СССР. В 1953 поступил в заочную аспирантуру, в 1954 избран членом Московского Математического Общества.
С 1955 по 1957 год преподавал математику в Артиллерийской Академии им. Дзержинского
С апреля 1957 года начал работать по совместительству в ИНЭУМ (Институт Электронных Управляющих Машин) в должности младшего научного сотрудника. С августа 1960 года стал полностью работать в ИНЭУМ: с 1961 года старший научный сотрудник, в 1965-м избран заведующим лабораторией, с 1969 по ноябрь 1987 заведовал отделом Методов и средств автоматизации контроля цифровых блоков; 1987—1992 — ведущий научный сотрудник-консультант ИНЭУМ.
В 1961 году защитил кандидатскую диссертацию на тему «Системы обыкновенных дифференциальных уравнений, аналогичные линейным», в 1966 году — докторскую на тему «Аналогия и гомеоморфизм систем дифференциальных уравнений». В 1982 году Д. М. Гробману присвоено звание профессора.
В 1992 году перешёл в ИПИ РАН (Институт Проблем Информатики Российской Академии Наук) тоже консультантом, где работал до отъезда в США в марте 1997 года.
Умер 31 марта 2007 в США, похоронен на кладбище Алта Меса в городе Пало-Алто. Супруга (с 1950 года) Нина Ивановна Гутарина (24/01/1928 — 05/03/2015) похоронена там же.
Дочь Галина Гутарина (1952 года рождения), внук Александр Гутарин (1979 года рождения) и правнучки Мия и Нина (2019 года рождения) проживают в Кремневой Долине.

## Научная деятельность

### Дифференциальные уравнения
Круг математических интересов Д. М. Гробмана лежал в области теории нелинейных динамических систем. Вот как характеризует вклад Д. М. Гробмана известный профессор математики В. В. Немыцкий в статье «Математика в СССР за сорок лет (1917—1957)»: «Переходим к методу сравнения для нелинейных систем. Эта тема, начиная с работ A.M. Ляпунова, И. Г. Петровского, всегда успешно разрабатывалась советскими математиками. Последнее десятилетие не является здесь исключением. А. А. Шестаковым и А. У. Пайвиным, В. А. Якубовичем и Д. М. Гробманом здесь получены выдающиеся результаты». Следует отметить, что сформулированная и доказанная Д. М. Гробманом теорема, в дальнейшем, называемая теоремой Гробмана-Хартмана, является классической и представляет собой существенный вклад в развитие качественной теории дифференциальных уравнений и теории динамических систем".
Теорема Гробмана-Хартмана определяет условия линеаризации нелинейных динамических систем в окрестности точки равновесия: «при анализе свойств устойчивости точки равновесия динамической системы нелинейный член необходимо учитывать только тогда, когда точка равновесия не является гиперболической».
«Ситуация вокруг теоремы Хартмана-Гробмана наводит на мысль, что в системах, имеющих не гиперболические точки равновесия, есть нечто особенное и, что для таких систем вполне может существовать третье многообразие начальных условий, для которых нельзя пренебрегать нелинейными членами: поведение системы нелинейно даже локально».
Д. М. Гробман соавтор монографии «Теория показателей Ляпунова»

### Моделирование, контроль и диагностика цифровых устройств
До того как заняться решением задач контроля и диагностики СВТ (Средств Вычислительной техники) в ИНЭУМ, Д. М. Гробман принимал активное участие в разработке основных принципов построения ЭВМ М-5, в определении системы её команд. Под его руководством была разработана методика программирования на этой машине и выполнены работы по автоматизации программирования. Кроме того, Д. М. Гробманом был выполнен ряд серьёзных работ по вычислительной математике, приведших к существенным результатам в области эконометрии и энергетики.
Д. М. Гробманом совместно с И. С. Бруком были определены главные задачи отдела контроля и диагностики СВТ: создание методов и систем автоматизированного синтеза и анализа тестов цифровых устройств, а также разработка аппаратных средств внешнего контроля СВТ и выработка рекомендаций по проектированию контролепригодных схем.
Д. М. Гробман был научным редактором сборников трудов ИНЭУМ, посвященных проектированию, контролю и диагностике логических схем, в которых его основополагающие статьи и статьи его сотрудников формулировали и разрабатывали основные принципы создания автоматизированных программных систем моделирования, а также систем синтеза и анализа тестов цифровых устройств.